# Pim, pam, pum... ¡fuego!
Pim, pam, pum... ¡fuego! és una pel·lícula espanyola de 1975, dirigida per Pedro Olea Retolaza. Se la considera la segona part d'una trilogia madrilenya d'aquest director, que comença amb Tormento i acaba amb La Corea.

## Arguments
Ambientada en la postguerra espanyola, pertany al subgènere que tracta la vida de la faràndula. Se centra en l'ambient sòrdid de la corrupció en la qual creixen els personatges beneficiats per la seva situació entre els vencedors de la guerra civil, i en la qual cauen com a víctimes les jovenetes que busquen una sortida a la gana com a coristes. Tracta d'un triangle amorós entre una jove aspirant a ballarina (Concha Velasco), un estraperlista (Fernando Fernán Gómez) i un jove sense ofici ni benefici (Josep Maria Flotats).
Va poder esquivar la censura, molt alleugerida en els últims anys del franquisme, però va protagonitzar un escàndol, en ser evident la seva lectura política i fins i tot en 1981 la seva estrena a RTVE no va estar exempta de polèmica.

## Repartiment
- Concha Velasco: Paca
- Josep Maria Flotats: Luis
- Fernando Fernán Gómez: Julio
- José Orjas: Ramos, pare de Paca
- Mara Goyanes: Manolita
- José Franco: Álvarez
- José Calvo: Polizia
- Mimí Muñoz: Germana d'Álvarez